# Sfenj

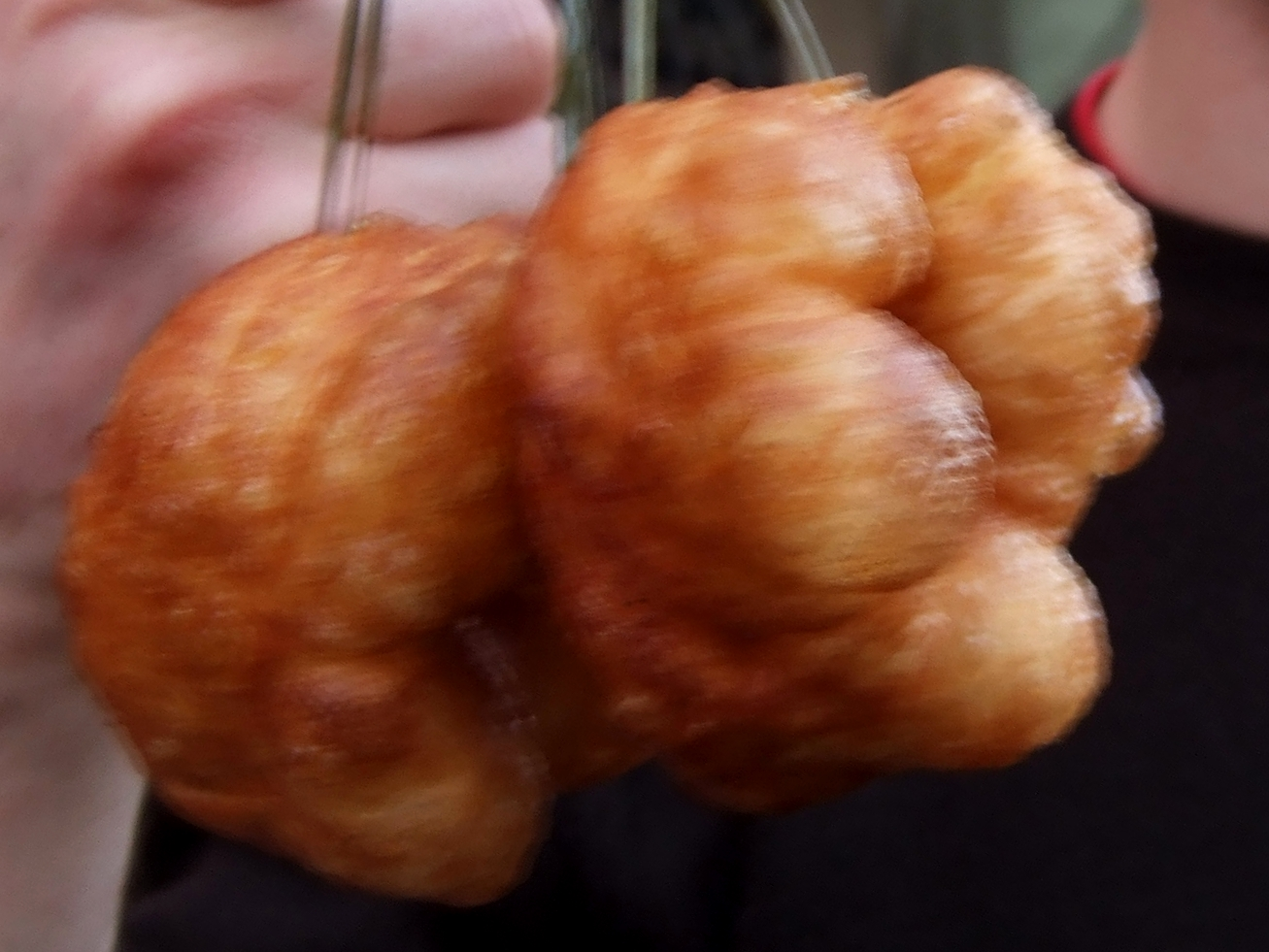
Sfenj

Sfenj (procedente de la palabra árabe isfenj, que significa esponja) se trata de un dulce en forma de rosquilla. Es originario de la ciudad marroquí de Oujda, pero muy típico en varias cocinas: la marroquí, la argelina y la tunecina. Los sfenjs son frutas de sartén que se suelen comercializar en puestos callejeros y son servidos con miel o azúcar espolvoreada. 